# Balaustion
Balaustion là một chi thực vật có hoa trong họ Myrtaceae. Các loài thuộc chi này đều là những loài đặc hữu của Tây Úc.

## Mô tả
Các loài thuộc chi Balaustion có chung các đặc điểm là thân cây nhẵn, mọc thẳng đứng hoặc nằm ngang với các nhánh có hoa, gồm tối đa sáu cặp hoa. Lá mọc đối nhau và hình chữ thập, có dạng thẳng hoặc gần tròn với tuyến dầu ở mặt dưới. Các cụm hoa mọc trên một cuống hoa, mỗi hoa không cuống hoặc trên một cuống hoa dài. Có năm lá đài ngắn hơn cánh hoa và năm cánh hoa hình trứng đến hình elip rộng với chừng từ 13 đến 35 nhị hoa. Quả là một quả nang với bề mặt ngoài tròn có hai mặt bên bằng nhau và bề mặt bên trong lớn 1,2–2,6 mm (0,047–0,102 in) dài.

## Phân loại
Chi Balaustion lần đầu tiên được William Jackson Hooker mô tả trong tác phẩm Icones Plantarum của ông, và loài đầu tiên ông mô tả (loài điển hình) là Balaustion pulcherrimum.

## Các loài
Các loài dưới đây được Plants of the World Online chấp nhận thuộc chi Balaustion tính đến tháng 11 năm 2024:
- Balaustion baiocalyx Rye
- Balaustion bimucronatum Rye
- Balaustion exsertum (S.Moore) Rye
- Balaustion filifolium Rye
- Balaustion grande (E.Pritz.) Rye
- Balaustion grandibracteatum (E.Pritz.) Rye
- Balaustion hemisphaericum Rye
- Balaustion interruptum Rye
- Balaustion karroun Rye
- Balaustion mukinbudin Rye
- Balaustion multicaule Rye
- Balaustion polyandrum Rye
- Balaustion pulcherrimum Hook.
- Balaustion quinquelobum Rye
- Balaustion spenceri Rye
- Balaustion tangerinum Rye
- Balaustion thamnoides Rye
- Balaustion unguiculatum Rye